# Gerrardina
Gerrardina ist die einzige Pflanzengattung der Familie der Gerrardinaceae in der kleinen Ordnung der Huerteales. Die Heimat der Gerrardina-Arten ist das östliche tropische und das südliche Afrika. Der Gattungsname ehrt den britischen Pflanzensammler William Tyrer Gerrard (ca. 1831–1866).

## Beschreibung
Gerrardina-Arten sind kleine Bäume oder Sträucher; sie sind manchmal klimmend. Die wechselständig angeordneten Laubblätter sind einfach. Der Blattrand ist gekerbt bis gesägt. Es sind Nebenblätter vorhanden.
Die Blüten stehen zu wenigen in traubenähnlichen zymösen Blütenständen zusammen. Die zwittrigen, radiärsymmetrischen Blüten sind fünfzählig. Die fünf Kelchblätter sind glockenförmig verwachsen. Es sind Kronblätter vorhanden. Es ist ein becherförmiger Diskus vorhanden. Es ist nur ein Kreis mit fünf freie, fertile Staubblätter vorhanden; es fehlt der äußere Kreis. Zwei Fruchtblätter sind zu einem oberständigen Fruchtknoten verwachsen mit vier Samenanlagen. Der Griffel endet in einer fast kopfigen oder winzig zweiästigen Narbe.
Es werden ein- bis viersamige, trockene oder fleischige Beeren gebildet. Das Endosperm ist fleischig.

## Systematik
Diese Gattung wurde früher den Flacourtiaceae oder Salicaceae zugeordnet. Die Familie der Gerrardinaceae wurde erst 2006 von Mac H. Alford aufgestellt und enthält nur eine Gattung.
In der Gattung Gerrardina Dunn werden nur zwei Arten unterschieden:
- Gerrardina eylesiana Milne-Redhead: sie ist im östlichen tropischen Afrika (Tansania, Malawi und Simbabwe) beheimatet.
- Gerrardina foliosa Oliv.: Sie kommt nur in Natal und Eswatini vor.